# Gyártásvezető
A gyártásvezető (angol kifejezéssel production manager) egy film forgatócsoportjában a gazdasági tervek elkészítéséért, a szervezésért felelős személy.
Feladata az előkészítés, a forgatás és az utómunkálatok megszervezése, szerződéskötések lebonyolítása, kifizetések ellenőrzése. Egyeztet a színészekkel, rendezi a papírmunkákat és intézi az engedélyeket a forgatáshoz. Az elfogadott forgatókönyv után a szerkesztő, a rendező, az operatőr, a díszlettervező, a rendező-asszisztens és a gyártásvezető egyeztet. Itt a rendező és a szerkesztő elmondja elképzeléseit, meghatározzák a helyszínt, a díszleteket, a forgatási napok számát. Arról is döntenek, hogy milyen színészeket kívánnak szerepeltetni.
A gyártásvezető összeállítja a forgatási tervet és részletes költségvetést készít. Mindezek után kezdődhet a forgatás, ahol a gyártásvezető is jelen van.
A gyártásvezető segítsége a felvételvezető. Belőlük is gyártásvezető lesz később, ha elvégzik a gyártásvezetői tanfolyamot, ehhez a gyakorlaton kívül legalább közgazdasági technikumi érettségi kell.
Ezt a szerepet tölti be a televíziós műsorgyártásban is, de a hanglemeziparban is alkalmaznak gyártásvezetőt.
Gyártásvezetőnek követelmény az egyetem - Színház- és Filmművészeti Egyetem - és ehhez pluszként a gyártásvezetői képesítés megszerzése.
A szocialista filmgyártásban a nyugati producer funkcióját helyettesítette.